# Metanepsia africana
Metanepsia africana är en tvåvingeart som beskrevs av Loïc Matile 1971. Metanepsia africana ingår i släktet Metanepsia och familjen svampmyggor. Inga underarter finns listade i Catalogue of Life.